# ایو واتکینسون
ایو واتکینسون (انگلیسی: Eve Watkinson؛ ۶ مارس ۱۹۰۹ – ۱۵ نوامبر ۱۹۹۹) بازیگر اهل جمهوری ایرلند بود.